# Стерџис (Мисисипи)
Стерџис (енгл. Sturgis) град је у америчкој савезној држави Мисисипи.

## Демографија
По попису из 2010. године број становника је 254, што је 48 (23,3%) становника више него 2000. године.
| Група             | 2000.       | 2010.       |
| Белци             | 191 (92,7%) | 219 (86,2%) |
| Афроамериканци    | 12 (5,8%)   | 31 (12,2%)  |
| Азијати           | 0 (0,0%)    | 1 (0,4%)    |
| Хиспаноамериканци | 2 (1,0%)    | 1 (0,4%)    |
| Укупно            | 206         | 254         |